# Comuna Ploske, Kremeneț
Ploske (în ucraineană Плоске) este o comună în raionul Kremeneț, regiunea Ternopil, Ucraina, formată din satele Pidlisne și Ploske (reședința).

## Demografie
Componența lingvistică a comunei Ploske
     Ucraineană (99,72%)
     Alte limbi (0,28%)
Conform recensământului din 2001, majoritatea populației comunei Ploske era vorbitoare de ucraineană (99,72%), existând în minoritate și vorbitori de alte limbi.